# Hotel Menen

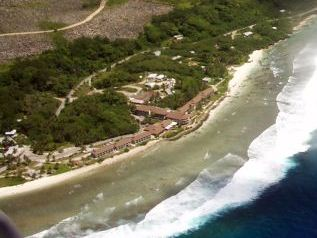
Menen Hotel, Nauru.

El Hotel Menen, uno de los dos hoteles de Nauru, se construyó en 1969. La pequeña isla siempre tuvo solo un pequeño hotel,  el Hotel OD-N-Aiwo, en el distrito de Aiwo. No muchos turistas visitan la isla, así que el hotel tiene algunas dificultades. Hay 119 habitaciones, suficiente para unas 200 personas.
Algunas habitaciones tienen frigorífico, televisión, y video, así como máquinas de café y té. El restaurante sirve platos típicos de China, y otros platos típicos más. El Hotel Menen es propietario de todos los locales que pueda conocer.
Está localizado en Anibare.